# فلیکس ژاک مولن
فلیکس ژاک آنتوان مولن (فرانسوی: Félix-Jacques Antoine Moulin؛ ۲۷ مارس ۱۸۰۲ – ۱۲ دسامبر ۱۸۷۵) یک عکاس فرانسوی بود.

## زندگی
در سال ۱۸۴۹، مولن یک آتلیه عکاسی را در خیابان 31 bis rue du Faubourg Montmartre افتتاح کرد و با وسیله عکاسیِ داگرئوتایپ شروع به عکاسی از دختران جوان ۱۴ تا ۱۶ ساله کرد. در سال ۱۸۵۱، آثار مولن مصادره شد و او به دلیل «فحشا» به یک ماه زندان محکوم شد. طبق سوابق دادگاه، آثار او، «بقدری ناپسند است که حتی بازگو کردن آن، عناوین اخلاق عمومی را نقض می‌کند.»
مولن پس از آزادی به فعالیت‌های خود با احتیاط بیشتری ادامه داد. او عکاسی تدریس می‌کرد، تجهیزات عکاسی می‌فروخت و یک درب پشتی در استودیوی خود نصب می‌کرد تا از مشکلات قانونی بیشتر طفره رود. آثار او مورد توجه منتقدان قرار گرفت.
در سال ۱۸۵۶، مولن با حمایت و تأمین مالی دولت فرانسه یک سفر عکاسی با یک تُن تجهیزات به الجزایر انجام داد، که به آن اجازه داده شد از ساختارهای استعماری عکاسی کند. در آنجا، او با مشکلات فنی به دلیل تغییرات رطوبت، کار در فضای باز و کیفیت آب مواجه شد، اما با این وجود توانست مزایای مستعمرات فرانسه در شمال آفریقا را به طور گسترده مستند کند. او در سال ۱۸۵۸ با صدها عکس از مناظر، شهرها، بررسی‌های باستان‌شناسی و پرتره‌های ساکنان بازگشت و ۳۰۰ عکس از آن‌ها را به‌عنوان L'Algérie photographiée منتشر کرد که یک اثر سه جلدی است. این اسناد به بروشورهای رسمی حکومت استعماری ناپلئون سوم تبدیل شد که کار به او تقدیم شد.
مولن در سال ۱۸۶۲ بازنشسته شد و در سال ۱۸۷۵ درگذشت.

## نگارخانه

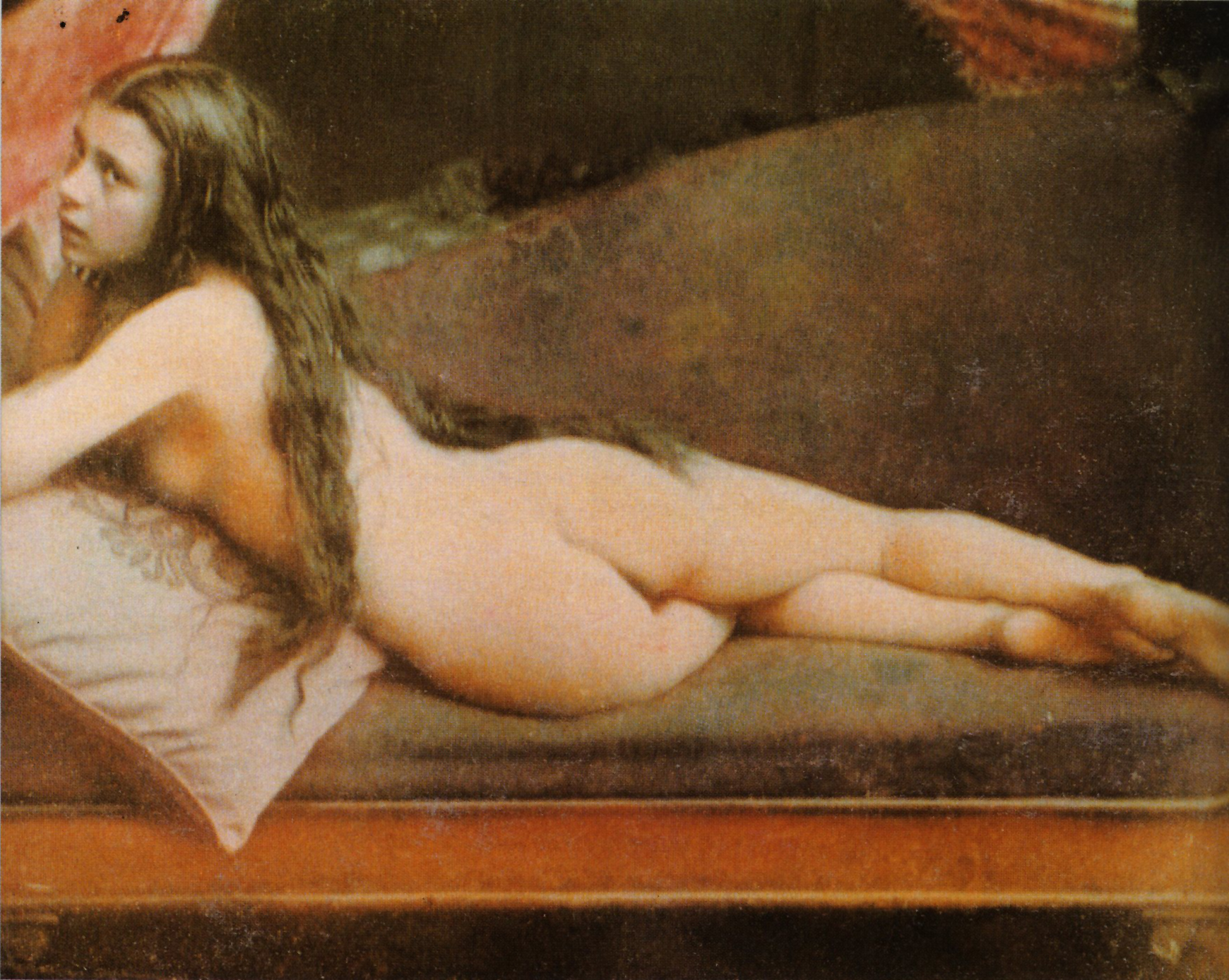
زن برهنه در داگرئوتایپ رنگی اثر مولن، این عکس بین سال‌های ۱۸۵۱–۱۸۵۴ گرفته شده‌است.
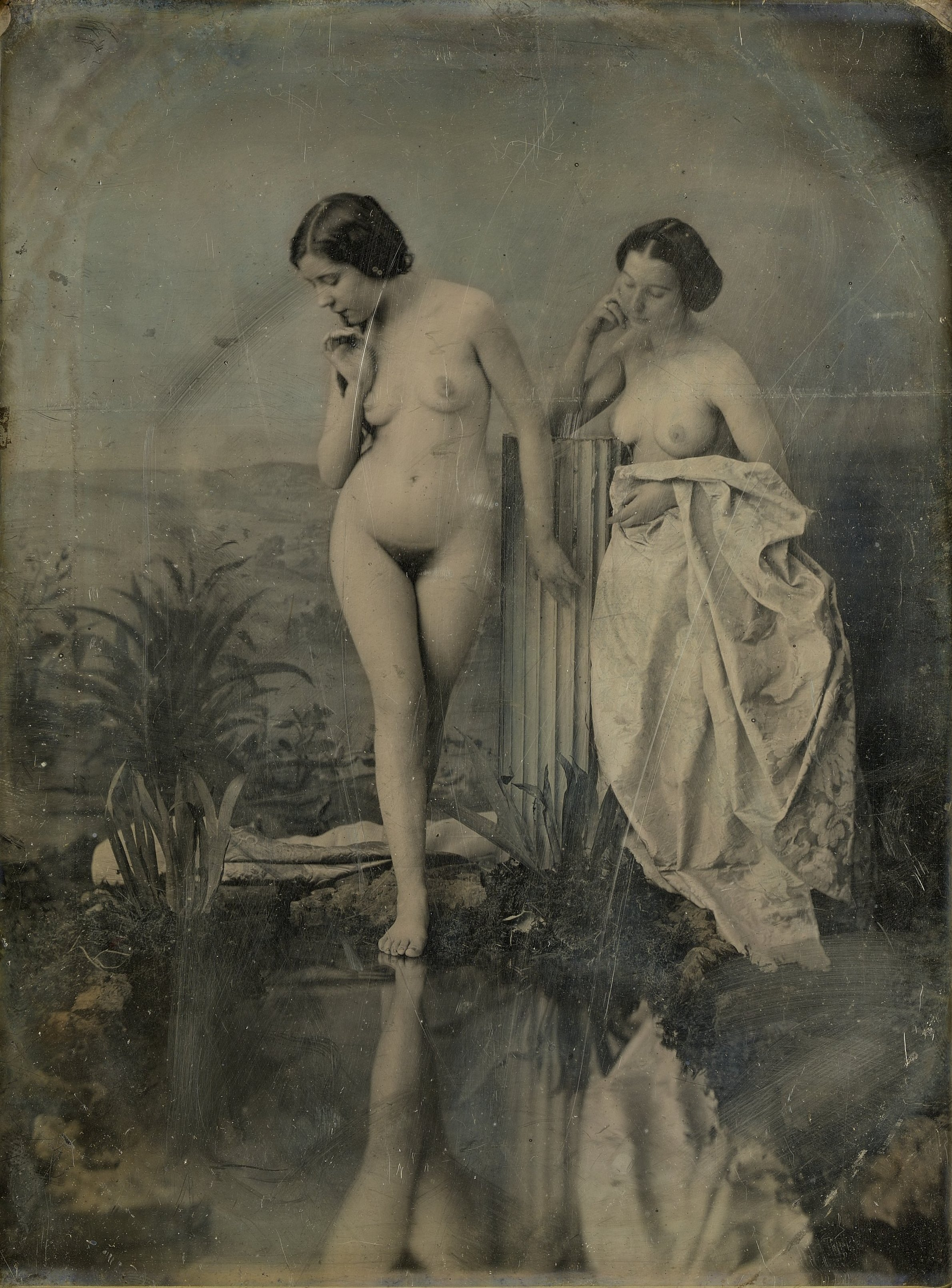
عکس گرفته شده بین سال‌های ۱۸۵۱–۱۸۵۵
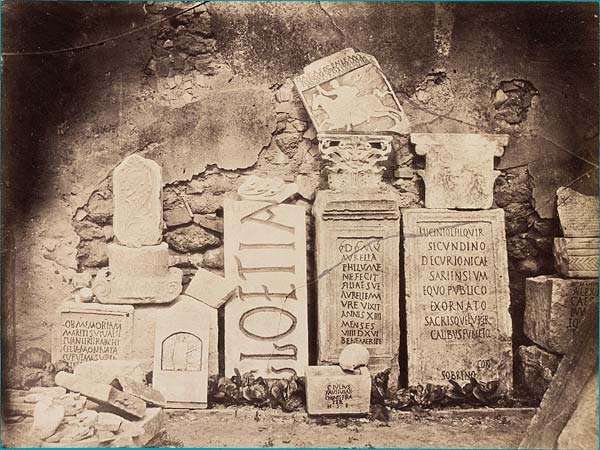
بررسی باستان‌شناسی، عکاسی از کتیبه‌های روم باستان از شرشال، ۱۸۵۶
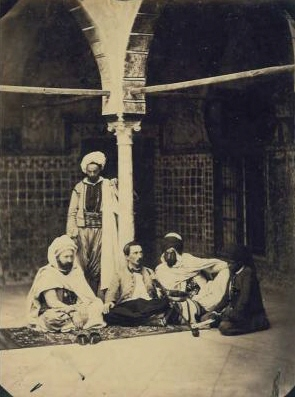
سی حسن ستوان سناک سلیمان، ۱۸۵۶